# Amphineurus cacoxenus
Amphineurus cacoxenus là một loài ruồi trong họ Limoniidae. Chúng phân bố ở miền Australasia.